# (33208) 1998 FL65
1998 FL65 (asteroide 33208) é um asteroide da cintura principal. Possui uma excentricidade de 0.07772540 e uma inclinação de 10.18639º.
Este asteroide foi descoberto no dia 20 de março de 1998 por LINEAR em Socorro.